# Идрис Елба
Идриса Акуна Елба (на английски: Idrissa Akuna Elba), по-известен като Идрис Елба, е британски актьор, певец и продуцент. Известен е най-вече с ролите си на Стрингър Бел в „Наркомрежа“ (The Wire) и Джон Лутър в „Лутър“ (Luther).

## Биография
Роден е на 6 септември 1972 в Лондон.

## Избрана филмография
- 2001 – „Пишман войници“ (Buffalo Soldiers)
- 2007 – „Черна жътва“ (The Reaping)
- 2007 – „28 седмици по-късно“ (28 Weeks Later)
- 2007 – „Американски гангстер“ (American Gangster)
- 2008 – „Нощта на бала“ (Prom Night)
- 2008 – „Рокенрола“ (RocknRolla)
- 2009 – „Нероденият“ (The Unborn)
- 2009 – „Обсебена“ (Obsessed)
- 2010 – „Обирджии“ (Takers)
- 2011 – „Тор: Богът на гръмотевиците“ (Thor)
- 2011 – „Призрачен ездач 2: Духът на отмъщението“ (Ghost Rider: Spirit of Vengeance)
- 2012 – „Прометей“ (Prometheus)
- 2013 – „Огненият пръстен“ (Pacific Rim)
- 2013 – „Тор: Светът на мрака“ (Thor: The Dark World)
- 2013 – „Мандела: Дългият път към свободата“ (Mandela: Long Walk to Freedom)
- 2015 – „Стрелецът“ (The Gunman)
- 2015 – „Отмъстителите: Ерата на Ултрон“ (Avengers: Age of Ultron)
- 2016 – „Зоотрополис“ (Zootopia) (глас)
- 2016 – „Денят на Бастилията“ (Bastille Day)
- 2016 – „Книга за джунглата“ (The Jungle Book) (глас)
- 2016 – „Търсенето на Дори“ (Finding Dory) (глас)
- 2016 – „Стар Трек: Отвъд“ (Star Trek Beyond)
- 2017 – „Тор: Рагнарок“ (Thor: Ragnarok)
- 2022 – „Три хиляди години копнеж“ (Three Thousand Years of Longing)
- 2024 – „Соник: Филмът 3“ (Sonic the Hedgehog 3)

Телевизия
- 2002 – 2004 – „Наркомрежа“ (The Wire)
- 2010 – 2015 – „Лутър“ (Luther)

## Награди и номинации
| Година | Продукция                            | Награда                                                              | Резултат  |
| ------ | ------------------------------------ | -------------------------------------------------------------------- | --------- |
| 2010   | „Лутър“                              | Сателит за най-добър актьор в минисериал или телевизионен филм       | номинация |
| 2011   | „Лутър“                              | Златен глобус за най-добър актьор в минисериал или телевизионен филм | номинация |
| 2011   | „Лутър“                              | Еми за най-добър главен актьор в минисериал или филм                 | номинация |
| 2011   | „Парченца живот“                     | Еми за най-добър гостуващ актьор в сериал – комедия                  | номинация |
| 2011   | „Лутър“                              | Сателит за най-добър актьор в минисериал или телевизионен филм       | номинация |
| 2012   | „Лутър“                              | Златен глобус за най-добър актьор в минисериал или телевизионен филм | награда   |
| 2012   | „Лутър“                              | Еми за най-добър главен актьор в минисериал или филм                 | номинация |
| 2012   | „Лутър“                              | Сателит за най-добър актьор в минисериал или телевизионен филм       | номинация |
| 2014   | „Мандела: Дългият път към свободата“ | Златен глобус за най-добър актьор в драматичен филм                  | номинация |
| 2014   | „Лутър“                              | Златен глобус за най-добър актьор в минисериал или телевизионен филм | номинация |
| 2014   | „Лутър“                              | Еми за най-добър главен актьор в минисериал или филм                 | номинация |
| 2016   | „Лутър“                              | Златен глобус за най-добър актьор в минисериал или телевизионен филм | номинация |
| 2016   | „Beasts of No Nation“                | Златен глобус за най-добър поддържащ актьор                          | номинация |
| 2016   | „Beasts of No Nation“                | Награда на БАФТА за най-добър актьор в поддържаща роля               | номинация |